# Tortella perrufula
Tortella perrufula är en bladmossart som beskrevs av Brotherus 1902. Tortella perrufula ingår i släktet kalkmossor, och familjen Pottiaceae. Inga underarter finns listade i Catalogue of Life.